# 弗雷德·博切尔特
弗雷德·博切尔特（英語：Fred Borchelt，1954年6月12日—），美国男子赛艇运动员。他曾代表美国参加1976年和1984年夏季奥林匹克运动会赛艇比赛，其中1984年奥运会获得一枚银牌。